# Alice Liddell

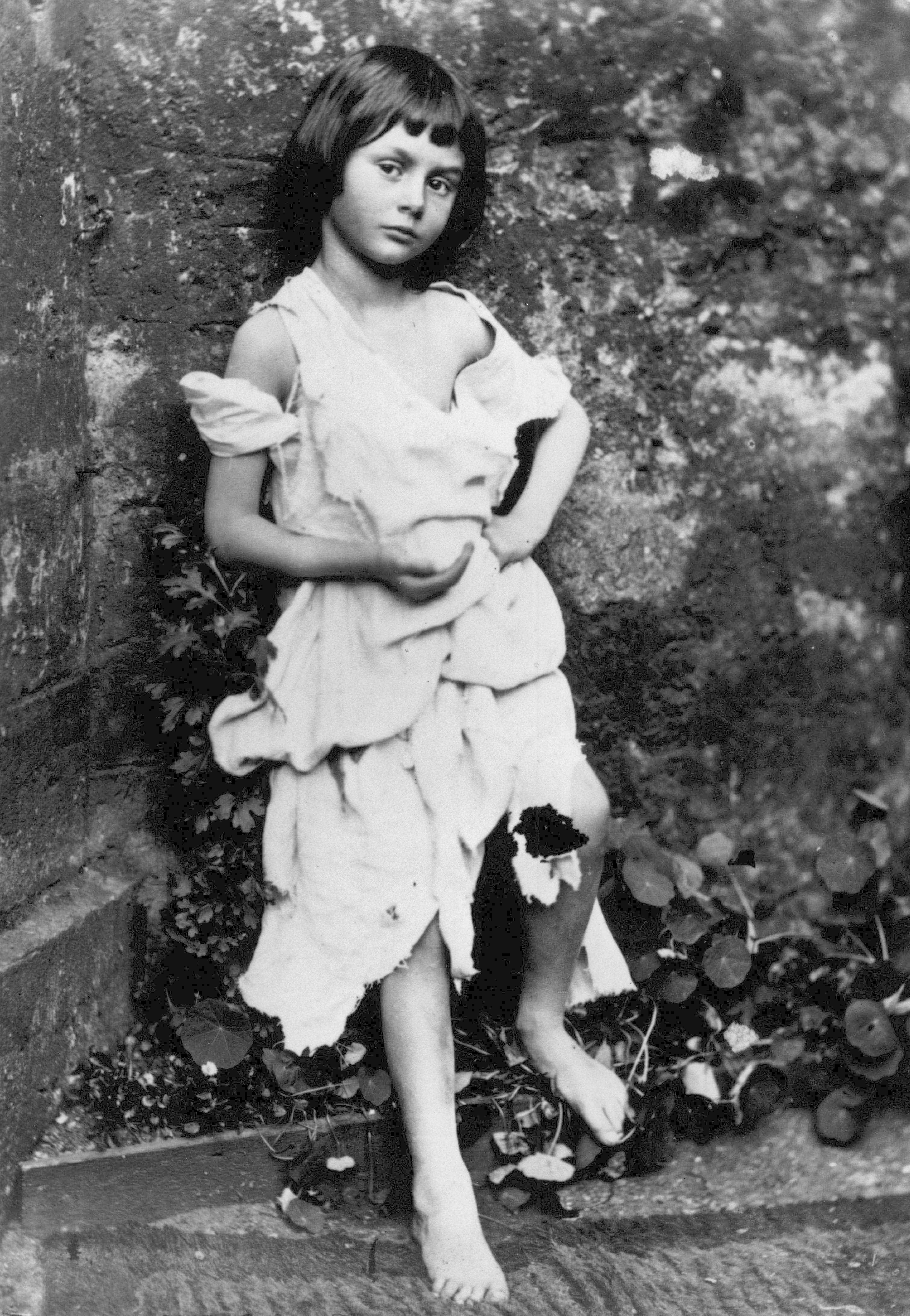
Alice Liddell w stroju żebraczki (1858)

Alice Pleasance Liddell (ur. 4 maja 1852 City of Westminster, zm. 15 lub 16 listopada 1934 Westerham, Kent) – Brytyjka, pierwowzór postaci Alicji z Alicji w Krainie Czarów autorstwa Lewisa Carrolla (pseudonim Charlesa Dodgsona). Była także jego fotomodelką.
Czwarte dziecko Henry’ego George’a Liddella i Loriny Hannah Liddell. W 1880 roku wyszła za mąż za Reginalda Hargreavesa.

## Galeria

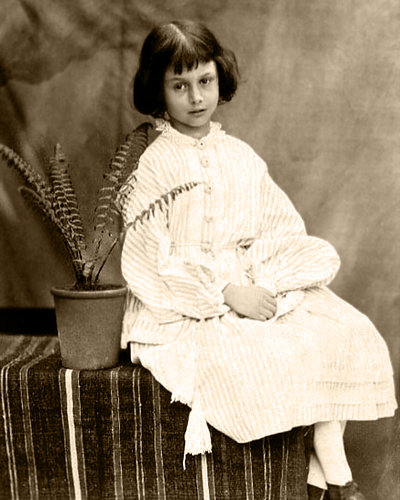
Alice w wieku 7 lat. Fot. Lewisa Carrolla z 1860
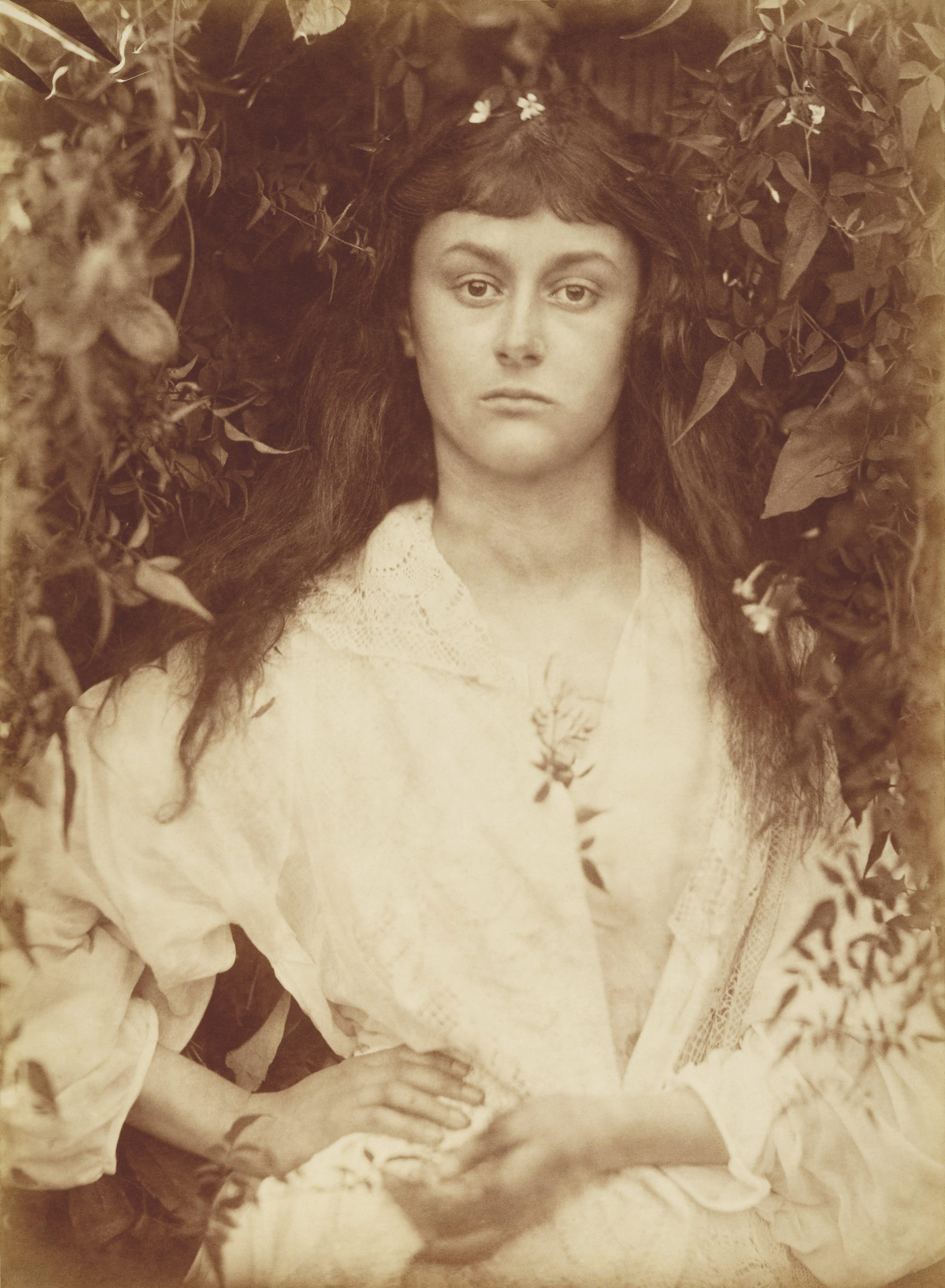
Alice w wieku 20 lat
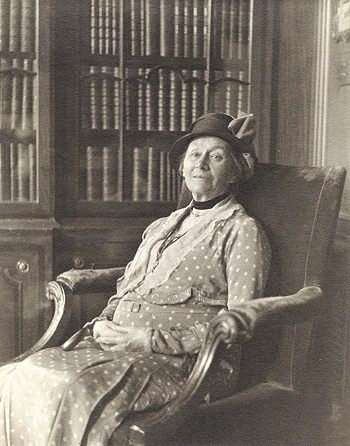
Alice w wieku 80 lat